# Horsa
Horsa (fl. V secolo) secondo la tradizione, fu un guerriero di V secolo e fratello di re Hengest del Kent (Inghilterra sud-orientale).

Stemma della città di Bünde, Germania. Secondo una tradizione locale, sarebbero Hengest e Horsa, i quali strinsero un patto per la conquista dell'Inghilterra nel luogo occupato dalla attuale città

Il suo nome in anglosassone significherebbe "cavallo", ma la cosa non è certa. Per l'anno 455 la Cronaca anglosassone dice: Hengest e Horsa combatterono contro re Vortigern nel luogo chiamato Aylesford e Horsa fu ucciso, dopodiché Hengest e suo figlio Oisc presero il regno. Secondo la leggenda fu sepolto a Horsted, un'area tra Chatham nel Kent e la  Bluebell Hill, sulla strada per Maidstone.